# Ужгородска унија
Ужгородска унија (односно Унгварска унија) склопљена је 24. априла 1646. године у закарпатском граду Ужгороду, који је у то време припадао Краљевини Угарској. У склапању уније учествовала су 63 православна русинска свештеника који су до тада припадали православној Мукачевској епархији. Они су том приликом одступили од православља и прихватили католицизам, односно католичку догму и еклисиологију, уз признавање папског примата. Као уступак, остављена им је њихова дотадашња источна литургија, као и употреба јулијанског календара, икона и словенског језика при богослужењу. Тиме је постављен темељ за развој Гркокатоличке цркве међу угарским Русинима.

## Политички аспект
Ужгородска унија (1646) је спроведена по угледу на ранију Брестовску унију (1596). Основни циљеви Ватикана и хабзбуршког двора огледали су се у ширењу католицизма и потискивању православља у пограничним областима тадашње североисточне Угарске, чиме је сузбијан утицај православне Кијевске митрополије, под чијом је јурисдикцијом била и древна Мукачевска епархија. Унију је прихватио само део свештенства и народа, док је преостали део остао привржен православљу.